# Fernando Carlos Vítor da Áustria-Este
Fernando Carlos Vítor de Áustria-Este (em italiano:  Ferdinando Carlo Vittorio d'Austria-Este; em alemão:  Ferdinand Karl Victor von Österreich-Este) (Módena, 20 de julho de 1821 - Brno, 15 de dezembro de 1849), foi príncipe de Módena e Régio e arquiduque da Áustria.

## Biografia

### Família
Fernando era o terceiro filho (segundo varão) do duque Francisco IV de Módena e da princesa Maria Beatriz Vitória de Saboia. Seus avós paternos foram o arquiduque Fernando Carlos de Áustria-Este, governante do Ducado de Milão e fundador da Casa de Áustria-Este; e Maria Beatriz d'Este, duquesa de Massa, princesa de Carrara e senhora de Lunigiana. Seus avós maternos foram o rei Vítor Emanuel I da Sardenha e Maria Teresa de Áustria-Este, irmã de seu pai.

### Casamento e filha
Casou-se no Palácio de Schönbrunn, em Viena, em 4 de dezembro de 1846, com a arquiduquesa Isabel Francisca de Áustria-Toscana, filha do arquiduque José Antonio da Áustria e de sua terceira esposa, a duquesa Maria Doroteia de Württemberg. O casal teve uma única filha:
- Maria Teresa (1849-1919), rainha da Baviera pelo seu casamento com o rei Luís III, com descendência.

### Morte
Fernando Carlos morreu de tifo , em 15 de dezembro de 1849, em Brno, aos 28 anos de idade, apenas cinco meses após o nascimento de sua filha. Seu corpo foi sepultado na Igreja de San Vincenzo, em Módena.